# Weihrauch HW Revolver
Weihrauch HW Revolver è una famiglia di revolver a doppia azione prodotta dall'omonima azienda tedesca in molteplici varianti, con calibri e lunghezze di canna diverse. Chiamati anche Weihrauch Arminius, dal nome del condottiero germanico Arminio, sono caratterizzati da una realizzazione in lega leggere  e da bassi costi di esercizio. Il castello è in lega di alluminio, mentre canna, tamburo, cane, grilletto e gli altri componenti di scatto sono realizzati in acciaio; nell'HW 38 il sottoblocco grilletto e impugnatura è in lega di zama, mentre nell'HW 357 è interamente in acciaio; il primo revolver di questa famiglia introdotta dagli anni '60 circa è stato l'HW 22.

## Varianti
- HW 22, calibro .22 LR e canna da 2 pollici;
- HW 3, calibro .22 LR e canna da 2,75 pollici;
- HW 38, calibro .38 Special e canna da 2,5 e 4 pollici;
- HW 357, calibro .357 Magnum e canna da 3 e 4 pollici;
- HW 9 Trophy, calibro .22 LR e canna da 6 pollici;
- HW 357 Trophy, calibro .357 Magnum e canna da 6 pollici.[3]